# Fâchin
Fâchin est une commune française, située dans le département de la Nièvre en région Bourgogne-Franche-Comté.

## Géographie
Fâchin se situe dans le haut Morvan.
La commune est limitée à l'est par l'Yonne, affluent de la Seine, et à l'ouest par la forêt de la Gravelle. Au sud, la frontière est marquée par la forêt de Chalençon et sa crête dominant à 818 et 796 mètres d'altitude. Ce dernier sommet, la roche de Suize, possède un important chaos granitique.

### Climat
Pour des articles plus généraux, voir Climat de la Bourgogne-Franche-Comté et Climat de la Nièvre.
En 2010, le climat de la commune est de type climat de montagne, selon une étude du Centre national de la recherche scientifique s'appuyant sur une série de données couvrant la période 1971-2000. En 2020, Météo-France publie une typologie des climats de la France métropolitaine dans laquelle la commune est exposée à un climat océanique altéré et est dans une zone de transition entre les régions climatiques « Lorraine, plateau de Langres, Morvan » et « Centre et contreforts nord du Massif Central ». 
Pour la période 1971-2000, la température annuelle moyenne est de 9,7 °C, avec une amplitude thermique annuelle de 16,6 °C. Le cumul annuel moyen de précipitations est de 1 484 mm, avec 14,9 jours de précipitations en janvier et 9,6 jours en juillet. Pour la période 1991-2020, la température moyenne annuelle observée sur la station météorologique de Météo-France la plus proche, « Chateau Chinon », sur la commune de Château-Chinon (Ville) à 7 km à vol d'oiseau, est de 10,5 °C et le cumul annuel moyen de précipitations est de 1 252,3 mm. 
La température maximale relevée sur cette station est de 38,8 °C, atteinte le 25 juillet 2019 ; la température minimale est de −21,3 °C, atteinte le 10 février 1956,,. 
Les paramètres climatiques de la commune ont été estimés pour le milieu du siècle (2041-2070) selon différents scénarios d'émission de gaz à effet de serre à partir des nouvelles projections climatiques de référence DRIAS-2020. Ils sont consultables sur un site dédié publié par Météo-France en novembre 2022.

## Urbanisme

### Typologie
Au 1er janvier 2024, Fâchin est catégorisée commune rurale à habitat très dispersé, selon la nouvelle grille communale de densité à sept niveaux définie par l'Insee en 2022.
Elle est située hors unité urbaine et hors attraction des villes,.

### Occupation des sols
L'occupation des sols de la commune, telle qu'elle ressort de la base de données européenne d’occupation biophysique des sols Corine Land Cover (CLC), est marquée par l'importance des forêts et milieux semi-naturels (72,3 % en 2018), une proportion identique à celle de 1990 (72,3 %). La répartition détaillée en 2018 est la suivante : forêts (72,3 %), prairies (27,7 %). L'évolution de l’occupation des sols de la commune et de ses infrastructures peut être observée sur les différentes représentations cartographiques du territoire : la carte de Cassini (XVIIIe siècle), la carte d'état-major (1820-1866) et les cartes ou photos aériennes de l'IGN pour la période actuelle (1950 à aujourd'hui).

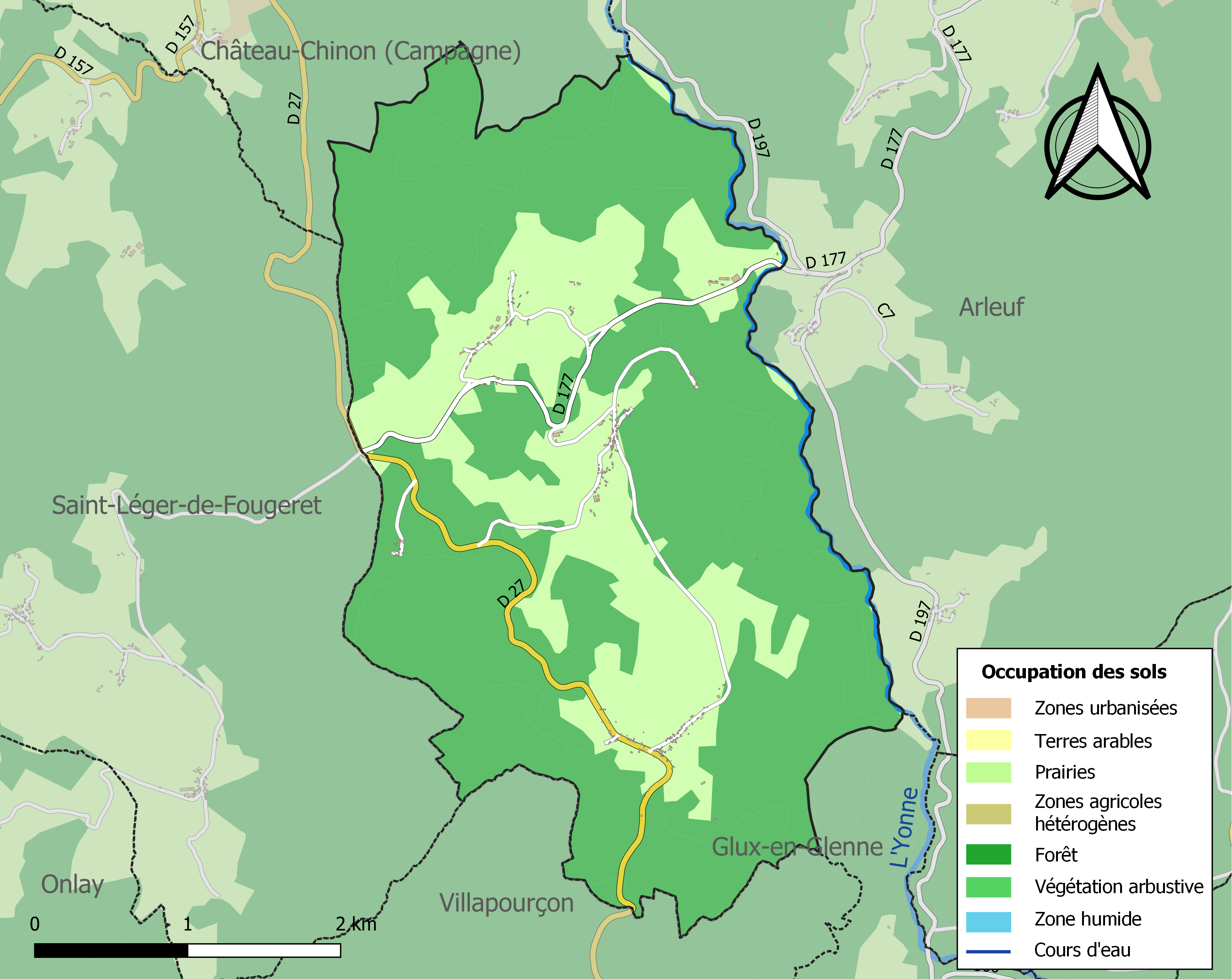
Carte des infrastructures et de l'occupation des sols de la commune en 2018 (CLC).

## Toponymie
La plus ancienne attestation du nom de Fâchin remonte à 1317, sous la désignation de villa de Faschien. Le toponyme évolue en Faschen en 1670 ou Fachens en 1671.

## Histoire

### Antiquité
Des monnaies romaines ont été découvertes sur le hameau des Buteaux. Légèrement plus au sud, la voie gallo-romaine allant de l'oppidum Bibracte situé sur le mont Beuvray à Château-Chinon traverse la forêt de la Gravelle.

### Fondation de la commune
Fâchin est créée en 1872 par le détachement des communes limitrophes de plusieurs hameaux éloignés de leur chef-lieu. Cet éloignement causait des problèmes de communication, d'accès à l'éducation et de démarches administratives ou religieuses. Fâchin, Les Morvans et la Come sont détachés de Château-Chinon (Campagne) et les Buteaux de Villapourçon. Trois autres hameaux, les Carnés, les Joies et le Chatelet, devaient rejoindre la nouvelle commune, mais ils restent rattachés à Arleuf. Cependant, les deux principaux hameaux, les Buteaux et Fâchin, restent éloignés de deux kilomètres et n'ont pas grands liens entre eux.

### Le Tacot du Morvan
Au début du XXe siècle, la commune était desservie par une des lignes du Tacot du Morvan : le chemin de fer d'Autun à Château-Chinon.
Initialement ouverte en août 1900, la ligne fut prolongée le 28 août 1904 jusqu'à Château-Chinon (Ville).
La gare desservant Fâchin était en fait située au hameau le Châtelet, sur le territoire de la commune d'Arleuf, près de l'étang d'Yonne.
Le trafic voyageurs fut stoppé le 31 juillet 1931, remplacé par un service d'autocars. La ligne, fermée définitivement en 1936, fut démontée entièrement en 1939.

## Politique et administration
| Période                                  | Période  | Identité    | Étiquette | Qualité  |
| ---------------------------------------- | -------- | ----------- | --------- | -------- |
| mars 2008                                | en cours | Marc Bonnot | DVG       | Retraité |
| Les données manquantes sont à compléter. |          |             |           |          |

## Démographie
L'évolution du nombre d'habitants est connue à travers les recensements de la population effectués dans la commune depuis 1872. Pour les communes de moins de 10 000 habitants, une enquête de recensement portant sur toute la population est réalisée tous les cinq ans, les populations de référence des années intermédiaires étant quant à elles estimées par interpolation ou extrapolation. Pour la commune, le premier recensement exhaustif entrant dans le cadre du nouveau dispositif a été réalisé en 2005.

En 2022, la commune comptait 105 habitants, en évolution de −5,41 % par rapport à 2016 (Nièvre : −3,28 %, France hors Mayotte : +2,11 %).
| 1872 | 1876  | 1881 | 1886 | 1891 | 1896 | 1901 | 1906 | 1911 |
| ---- | ----- | ---- | ---- | ---- | ---- | ---- | ---- | ---- |
| 984  | 1 032 | 690  | 697  | 644  | 632  | 615  | 617  | 568  |

| 1921 | 1926 | 1931 | 1936 | 1946 | 1954 | 1962 | 1968 | 1975 |
| ---- | ---- | ---- | ---- | ---- | ---- | ---- | ---- | ---- |
| 468  | 435  | 407  | 342  | 360  | 236  | 228  | 191  | 147  |

| 1982 | 1990 | 1999 | 2005 | 2006 | 2010 | 2015 | 2020 | 2022 |
| ---- | ---- | ---- | ---- | ---- | ---- | ---- | ---- | ---- |
| 147  | 119  | 105  | 113  | 112  | 116  | 112  | 104  | 105  |

## Lieux et monuments
Dominant le hameau des Buteaux, un rocher sur le sommet de la roche de Suize appelé Chaise à Buthiau ou Chaise à Buteau, forme une sorte de grand siège. Bien qu'il s'agisse d'un roc naturel, on lui a prêté la fonction de monument druidique ayant pu servir de chaire à oracles.